# Marielle Debos
Marielle Debos est une chercheuse française travaillant pour le CNRS, membre junior de l’Institut Universitaire de France (IUF) et maîtresse de conférences en science politique à l’Université Paris-Nanterre. Elle est récipiendaire de la Médaille de bronze du CNRS 2017.

## Biographie
Debos obtient un doctorat en faisant une thèse en science politique au Centre de recherches internationales de Sciences Po Paris, avec un terrain au Tchad. Elle reçoit une bourse Marie Curie et effectue un post-doctorat au département d’anthropologie de l’université de Californie à Berkeley. En 2010, elle rentre à l'Institut des sciences sociales du politique comme maître de conférences en science politique à l'université Paris-Nanterre.
Ses travaux portent sur les conflits armés, les conséquences de la guerre sur les frontières et sur la formation de l’État en Afrique.

## Ouvrage
- Le Métier des armes au Tchad, aux éditions Zed Books

## Distinctions et récompenses
- Médaille de bronze du CNRS 2017